# Kercseliget
Kercseliget is een plaats (község) en gemeente in het Hongaarse comitaat Somogy. Kercseliget telt 474 inwoners (2001).